# Stellaria fontinalis
Stellaria fontinalis är en nejlikväxtart som först beskrevs av Charles Wilkins Short och Peter, och fick sitt nu gällande namn av B.L. Robins. Stellaria fontinalis ingår i släktet stjärnblommor, och familjen nejlikväxter. Inga underarter finns listade i Catalogue of Life.

## Bildgalleri